# Alioune Badará
Alioune Badará Samb (sinh 1 tháng 10 năm 1989) là một cầu thủ bóng đá Sénégal thi đấu cho Etar Veliko Tarnovo của Bulgaria ở vị trí tiền đạo.

## Sự nghiệp câu lạc bộ
Sau khi thi đấu bóng đá trẻ cho học viện Sénégal Étoile Lusitana, Badará trải qua 9 năm sự nghiệp với nhiều câu lạc bộ khác nhau ở Bồ Đào Nha.
Ngày 20 tháng 7 năm 2017, Badará ký bản hợp đồng 2 năm câu lạc bộ Bulgaria Etar Veliko Tarnovo. Ngày 7 tháng 8 năm 2017, anh ra mắt trong trận hòa 0–0 sân khách trước Dunav Ruse, vào sân từ ghế dự bị thay cho Ivan Petkov.